# Kubota
Kubota Corporation (株式会社クボタ Kabushiki-kaisha Kubota) (TYO: 6326
) er en japansk fabrikant af traktorer og tunge maskiner. Virksomheden havde en omsætning på 14,7 mia. amerikanske dollar og 33.845 ansatte i 2013, hvilket gjorde virksomheden til Japans største indenfor traktorer og landbrugsmaskiner. Koncernen har hovedkvarter i Osaka og er etableret i 1890.
Virksomhedens produkter omfatter traktorer, landbrugsudstyr, motorer, entreprenørmaskiner, selvbetjeningsautomater, rør, ventiler, metalstøbning, pumper og udstyr til vandrensning, spildevandsbehandling og luftkonditionering.
Selskabet er børsnoteret på Tokyo Stock Exchange og er med i TOPIX-aktieindekset og Nikkei 225-aktieindekset.

## Operationer

### Kubota Tractor Corporation
I 1969 begyndte Kubota at eksportere 21 hk L200 kompakte traktorer til USA. Pga. succesen i begyndelsen så blev Kubota Tractor Corporation etableret i Torrance i Californien i 1972. Kubota ejer flere lignede traktorvirksomheder i lande som Australien, Canada, Frankrig, Tyskland, Polen, Spanien og Storbritannien.
Kubota traktorer bliver i Danmark importeret af Nellemann Machinery, der har et bredt forhandlernetværk i Norden.

### Kubota Manufacturing of America
I 1988 åbnede Kubota sin første fabrik i USA. Det var i Gainesville, GA og den fremstillede frontlæssere og baglæssere til Kubota traktorer. Senere blev også fremstillet græsklippere og havetraktorer og forskellige forsyningskøretøjer.

## Galleri
- Kubotas hovedkvarter i Naniwa-ku i Osaka
- Kubota's Hokkaido kontor i Eniwa
- En Kubota ris-mejetærsker i aktion
- En Kubota gravemaskine